# آدم‌های زیر پله
آدم‌های زیر پله (انگلیسی: The People Under the Stairs) یک فیلم کمدی ترسناک آمریکایی که در سال ۱۹۹۱ منتشر شد. به نویسندگی و کارگردانی وس کریون با بازی براندون آدامس، اورت مک‌گیل، وندی روبی و ای جی لانگر است. فیلم داستان یک پسر جوان و دو سارق بالغ را روایت می‌کند که پس از سرقت مجموعه سکه‌های کمیاب، در خانه‌ای به دام می‌افتند که متعلق به یک زوج عجیب است.
این فیلم تا حدی الهام گرفته شده از یک خبر مربوط به اواخر دهه ۱۹۷۰ است که در آن دو سارق وارد یک خانه در لس آنجلس شدند و به‌طور ناخواسته باعث شدند پلیس دو کودک را که توسط والدینشان زندانی شده بودند کشف کند.

## گیشه
این فیلم در جایگاه شماره یک باکس آفیس افتتاح شد و در آن آخر هفته بیش از ۵٫۵ میلیون دلار فروخت و تا اوایل دسامبر در ۱۰ فیلم برتر به مدت یک ماه باقی ماند. فروش داخلی این فیلم به ۲۴٫۲۰۴٫۱۵۴ دلار و در سطح بین‌الملل ۷٫۱۴۳٫۰۰۰ دلار رسید و مجموع فروش جهانی خود را به ۳۱٫۳۴۷٫۱۵۴ دلار رساند.

## پاسخ انتقادی
این فیلم در وب‌سایت جمع‌آوری نقد راتن تومیتوز درای ۷۰ درصد تایدیه می‌باشد.